# Il re pastore

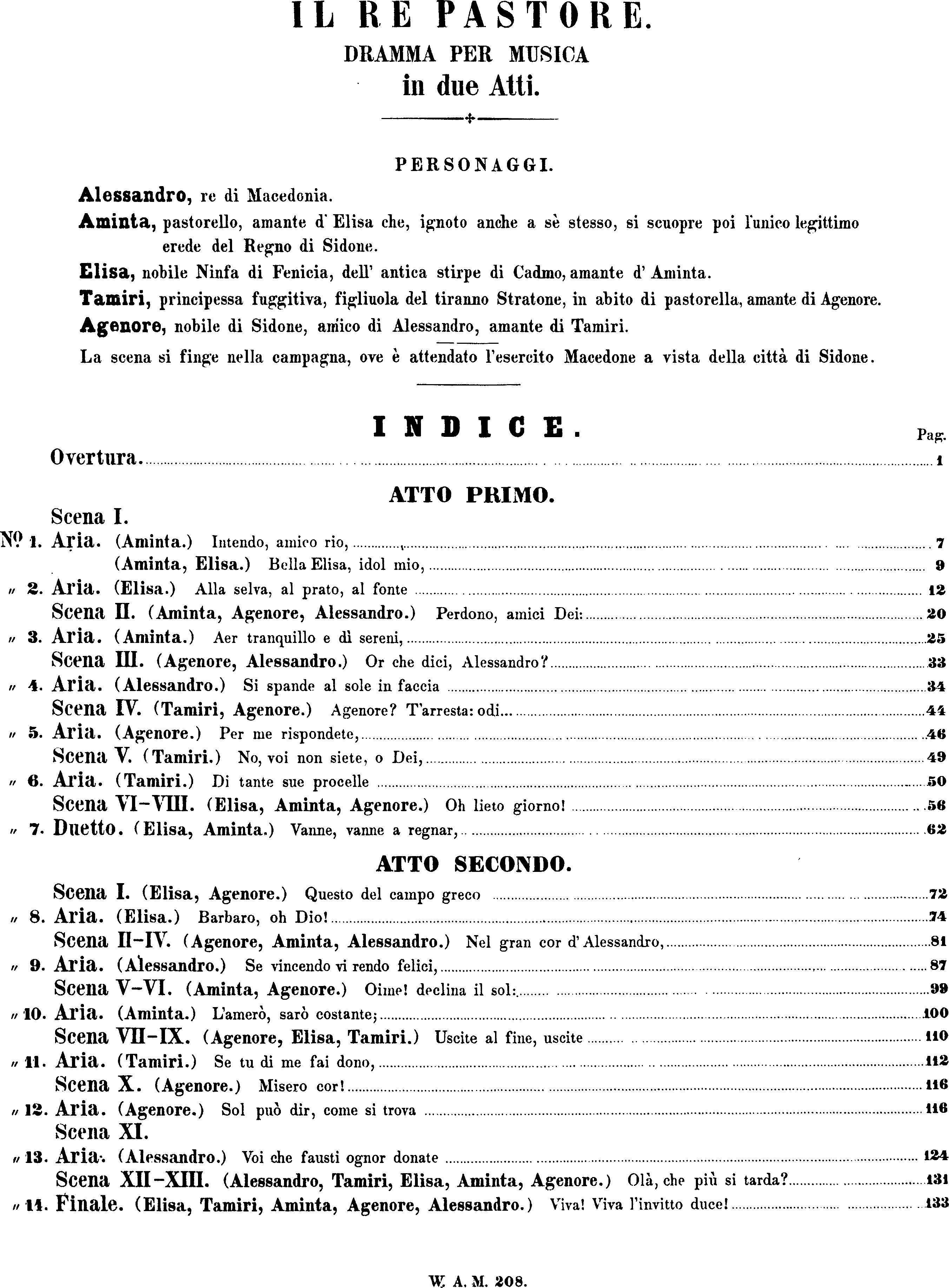
II re Pastore

Il re Pastore (em português: O Rei Pastor) é uma ópera escrita por Wolfgang Amadeus Mozart em 1775, com o libreto italiano de Pietro Metastasio, a sua estréia ocorreu no dia 23 de abril de 1775 no Palácio do Arcebispo. Em 1775 esta ópera foi encomendada pelo arquiduque Maximiliano Francisco da Áustria, o filho mais novo da imperatriz Maria Teresa de Salzburgo, Mozart gastou seis semanas trabalhando nesta ópera. O libretista da ópera escreveu o libreto em 1751, baseando-se numa obra de Torquato Tasso chamado Aminta. O libreto foi pego por Mozart (com 19 anos na época).

## Sinopse
O rei da Macedônia, Alessandro, mandou Stratone o tirano de Sidon, procurar o legítimo rei para substituir Alessandro.

### Ato I
Em um prado. A cidade de Sidon pode ser vista de longe.
Elisa está com o amante dela Aminta, um pastor. Ela o assegura que a guerra entre Rei Alessandro e Stratone, o tirano de Sidon, não afetarão o amor deles. Tendo deposto Stratone, Alessandro procura o herdeiro legítimo a Sidon. Ele pensa que Aminta é o herdeiro legítimo. Ele entra a Aminta em disfarce e lhe se oferece para o levar a Alessandro. Aminta quer permanecer como um pastor. Entretanto, Agenore encontra o Tamiri o amado dele, filha de Stratone. Tamiri é confortado para ainda aprender aquele Agenore a ama. Elisa obtém permissão do pai dela se casar com Aminta. Agenore conta a Aminta que ele é o herdeiro legítimo ao trono e que o pai dele foi dirigido fora por Stratone quando ele era um bebê. Aminta promete voltar a Elisa depois de clamar o trono dele. Aminta ama Elisa mas Alessandro sugere que quando Aminta saudar o rei, deveres reais levam precedência em acima de amor. Alessandro sugere que Tamiri se case com Aminta para ascender o trono do pai dela. Aminta discorda. A melodia adorável da ópera cantada por Aminta, 'L'amero, costante de saro', declara o amor dele por Elisa.

### Ato II
Acampamento macedônio.
Elisa é impedida por Agenore de ver Aminta. Ele também desencoraja Aminta de procurar. Alessandro diz para Aminta se vestir como um rei assim ele pode ser apresentado aos assuntos dele. Ele também decide que Tamiri se case com Aminta. Aminta está distraído. Agenore fica chateado. Ele dá as notícias a Elisa. Tamiri não quer se casar com Aminta. Também, Agenore é atormentado pelo matrimônio arranjado. Tamiri conta a Alessandro que ela e Agenore estão apaixonados. As mulheres se lançaram na clemência de Alessandro. Elisa lhe implora que lhe devolva Aminta. Percebendo a injustiça ele estava a ponto de fazer, Alessandro diz para Aminta se casar com Elisa e Tamiri se casar com Agenore. Aminta é coroado o rei de Sidon.

## Orquestração
- 1 cravo (para recitativo secco)
- 2 flautas
- 2 oboés
- 2 fagotes
- 2 cornes ingleses
- 2 trompetes
- 4 trompas
- Instr. de cordas: violino principal, violinos (primeiros e sengundos), violas, violoncelos (para recitativo secco) e contrabaixos (para recitativo secco).